# Imbricaria
Imbricaria is een geslacht van weekdieren uit de klasse van de Gastropoda (slakken).

## Soorten
- Imbricaria bicolor (Swainson, 1824)
- Imbricaria conovula (Quoy & Gaimard, 1833)
- Imbricaria conularis (Lamarck, 1811)
- Imbricaria olivaeformis (Swainson, 1821)
- Imbricaria punctata (Swainson, 1821)
- Imbricaria vanikorensis (Quoy & Gaimard, 1833)